# Oranda
Un oranda es una raza de carpa dorada caracterizada por un capuchón en la parte de la cabeza. La capucha es un crecimiento prominente en la parte superior de la cabeza (región craneal) que puede crecer en toda esta parte exceptuando los ojos y boca.
Cuando por primera vez fue importado de China a Japón se pensó erróneamente que era de Holanda, y por lo tanto se le llamó máscara de hierro holandesa (オランダ獅子頭 oranda shishigashira?). De ahí, su nombre derivó en Oranda.

## Descripción

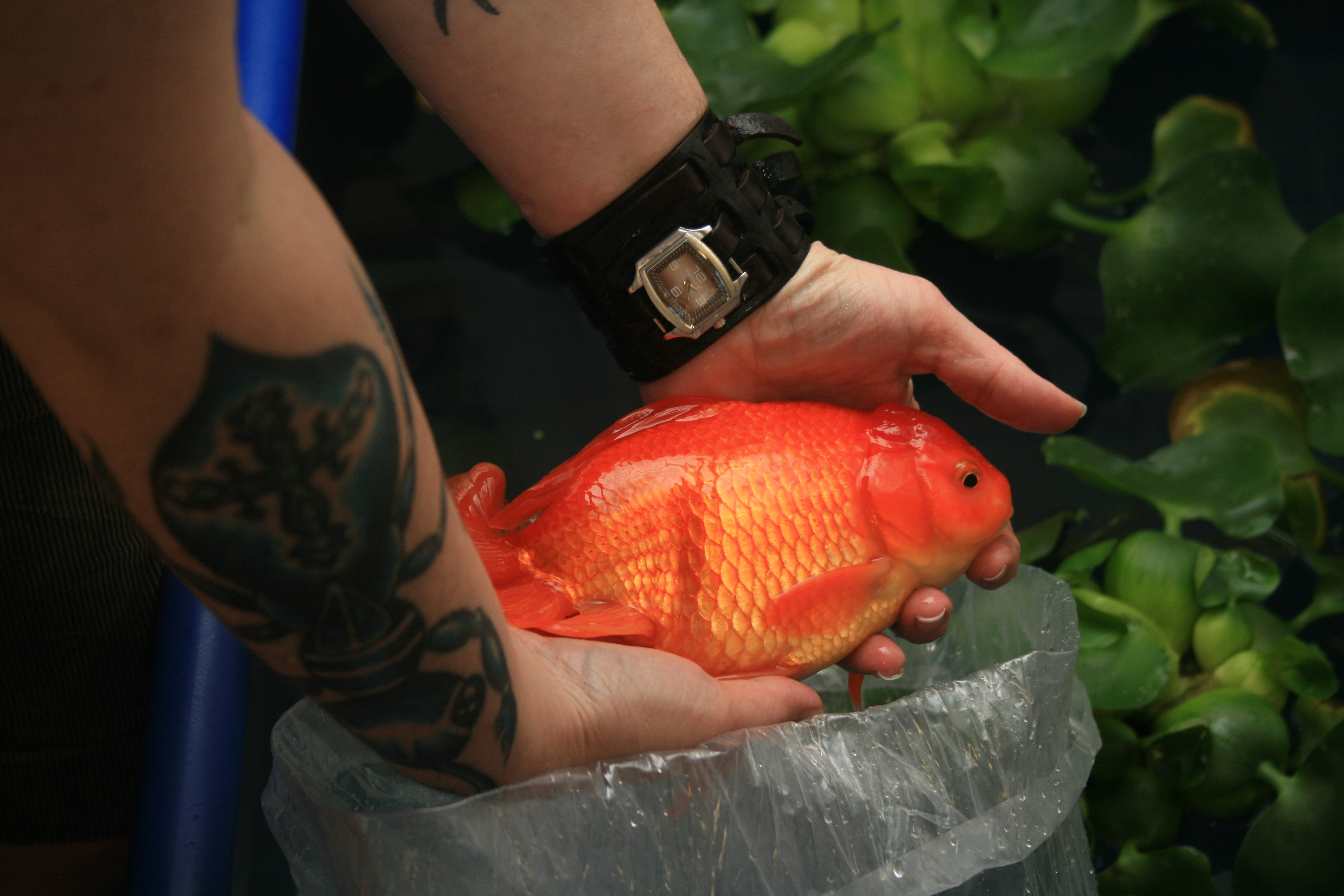
Oranda

Debido al gran capuchón que posee en la parte superior de su cabeza, el oranda se ha convertido en una de las carpas doradas más populares. El oranda es un pez con un aspecto similar al cola de velo. Tiene un cuerpo grande, ancho y largo, acompañado de una cola larga y dividida en cuatro. Estos cuatro lóbulos están siempre contraídos, excepto cuando el pez para de nadar.
Los orandas presentan una gran variedad de colores, más a menudo naranjas, rojo, rojo y blanco, rojo y negro, negro, azul, chocolate, bronce, blanco o plata, negros y blancos, rojos, negros y blancos (tricolores) y colores nacarados. Recientemente se ha creado una nueva variedad de color, la azul, pero es muy rara en esta raza.
El capuchón toma alrededor de 1 o 2 años para desarrollarse por completo.
El oranda puede crecer entre 20 a 31 centímetros (8 a 12 pulgadas) en longitud. A veces el wen crece enormemente cubriendo los ojos de la carpa. Debido a esto, el pez puede perder la vista en parte o quedar incluso ciego. El oranda puede tolerar temperaturas de 17-28 °C (65-80+°F). Es especialmente sensible a temperaturas frías, más que otra variedad de carpa dorada.

## Variantes

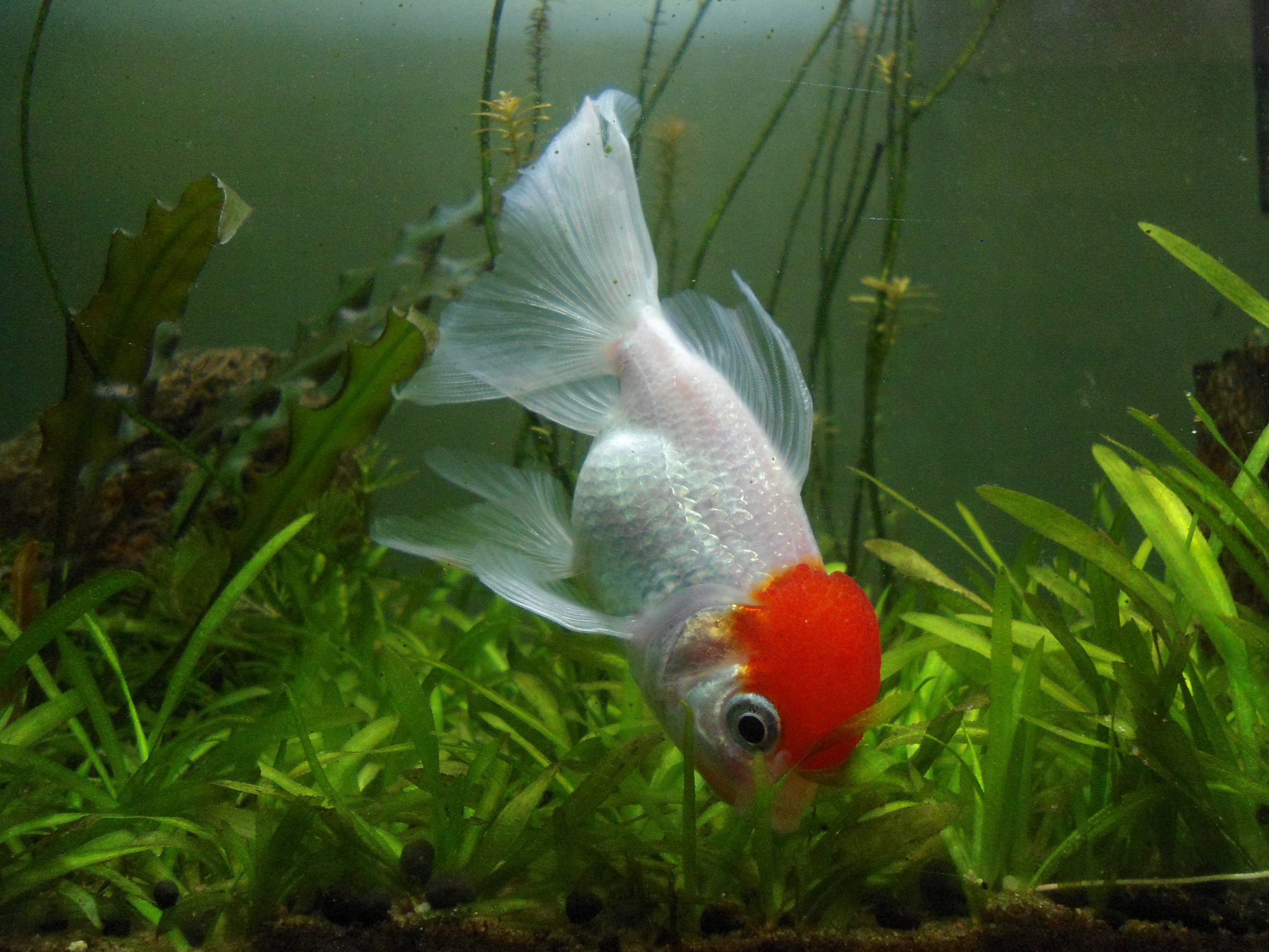
Un Red Cap.

- El azuma nishiki es un pez de una combinación de colores muy atractiva donde el cuerpo es blanco y posee motas irregulares de color negro y anaranjado. La capucha es anaranjada y en ocasiones posee un toque de blanco.
- El red cap tiene un cuerpo de color plata con la prominente capucha roja en el frente.
- Los criadores chinos ha desarrollado una nueva variedad que combina los ojos de un Telescopico con el vistoso capuchón del oranda.[3]
- El hana fusa u oranda pompón es un cruce entre un pompón y un oranda. Posee una elegante aleta dorsal.[2]
- El nagate oranda es un oranda de cuerpo largo desarrollado en Shikoku. Posee una cola más grande y vistosa que la un oranda normal.
- El oranda panda es una variedad que posee los colores característicos de un panda, blanco y negro. No obstante, con el tiempo los puede perder o cambiar a otro color.

## Cuidados especiales
Los orandas son sensibles a la temperatura del agua y también son susceptibles a otras carpas doradas más activas.
Si su wen crece demasiado, pueda obstaculizar la visión, así que es aconsejable mantenerlos con otros aquellos que tienen esta incapacidad para que no haya competencia por la comida y puedan morir por inanición. Uno de los cuidados más especiales que se le debe dar es en el wen porque este es vulnerable a múltiples infecciones. Además hay que ser cuidadosos de no poner cosas ásperas o puntiagudas, ya que pueden herirlos a ellos y a su capuchón.